# Konrad Gessner
Konrad Gessner (také Conrad Gessner, Conrad Gesner, Conrad von Gesner, Conradi Gesneri či Conradus Gesnerus; 26. březen 1516, Curych – 13. prosince 1565) byl švýcarský lékař, přírodovědec a bibliograf. Jeho pětisvazkové dílo Historiae animalium (1551–1558) je považováno za počátek moderní zoologie. Gessner se v něm opíral o vlastní pozorování, kombinované s poznatky převzatými z Bible, děl antických autorů i středověkých bestiářů. Z toho důvodu spis obsahuje i popisy některých bájných tvorů, jako je jednorožec či bazilišek, a mnoho mylně tradovaných informací o reálných zvířatech. Kvetoucí rostliny rodu Gesneria (čeledi Gesneriaceae) jsou pojmenovány po něm.
Mimo jiné je znám také jako vynálezce tužky, tj. tuhy v dřevěném pouzdře.

## Galerie

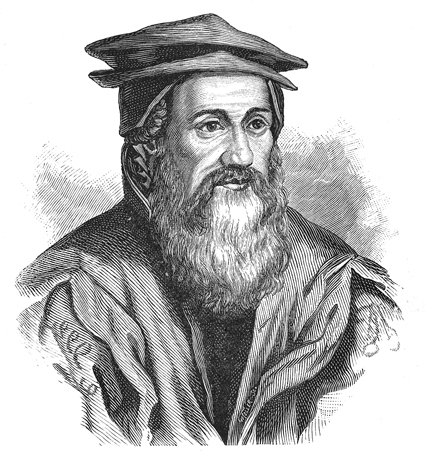
Portrét
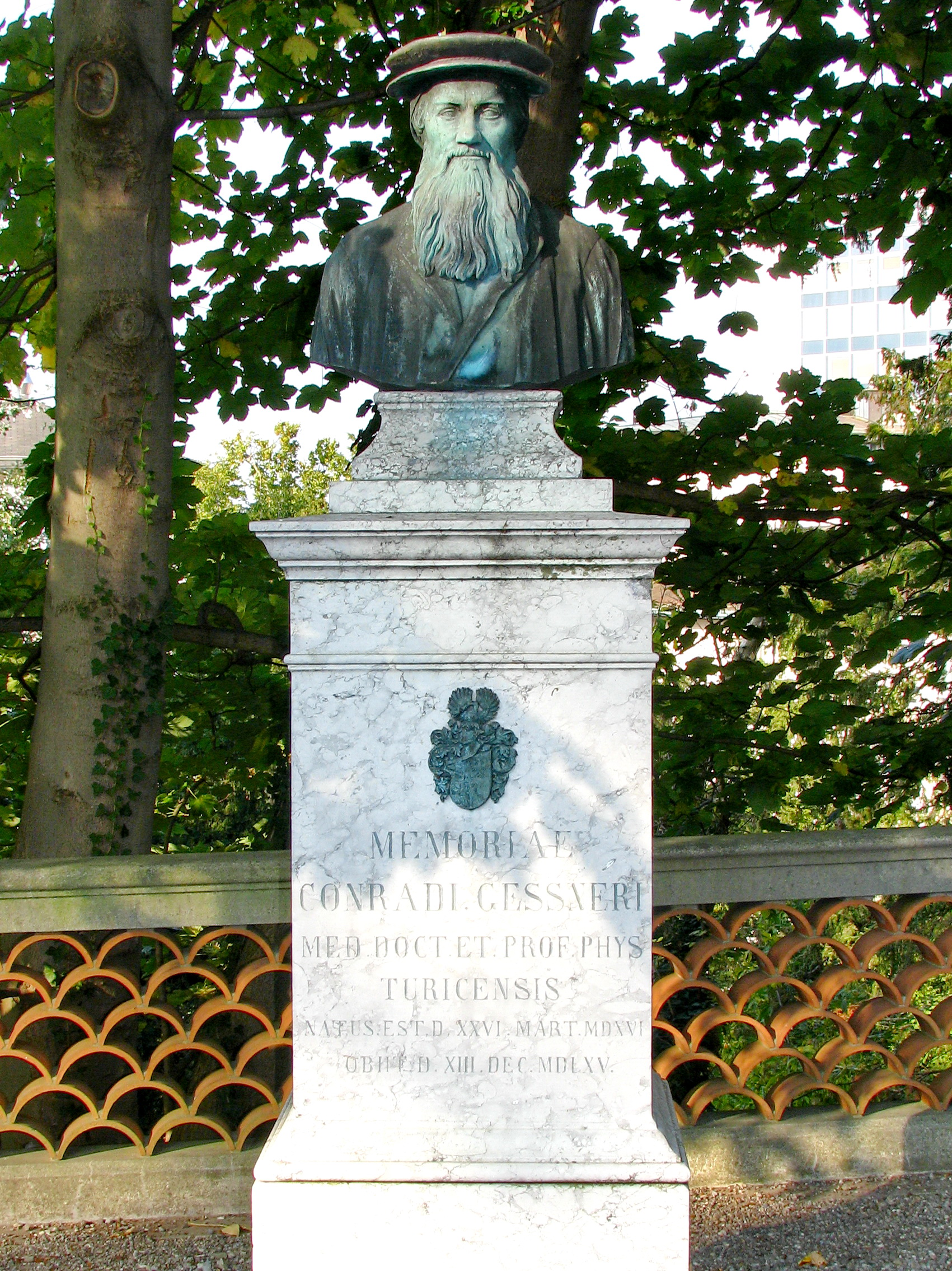
Busta